# Сања Вучић
Сања Вучић (Крушевац, 8. август 1993) српска је певачица и текстописац. Првобитно је била главни вокалиста музичке групе  са којом је представљала Србију на Песми Евровизије 2016. са песмом Goodbye (Shelter). Између 2017. и 2022. била је део девојачке групе  са којом је представљала Србију на Песми Евровизије 2021. са песмом Loco Loco. Група Hurricane је такође требало да представља Србију на Песми Евровизије 2020. али је она отказана због пандемије ковида 19.

## Биографија
Рођена је 8. августа 1993. у Крушевцу као ћерка певачице народне музике Мевлинде Вучић. Отац јој је такође био певач, а од родитеља је учила старе народне песме и севдалинке. Похађала је Основну школу „Јован Поповић” и била је одличан ђак. Упоредо је ишла у нижу музичку школу и учила енглески. Након тога је похађала средњу музичку школу „Стефан Христић”, одсек соло певање. Желела је постати оперска певачица.
За себе тврди да је „локал патриота” и често истиче да је из Крушевца.

### Почеци и студије
Током средње школе је певала у Црквеном хору „Кнез Лазар” и етно саставу „Бела вила”. Током одрастања је била повучена услед несигурности због вишка килограма. Са 18 година се преселила у Београд и покушала је да се упише на музичку академију, али није успела. Уместо тога, музички се усавршавала с оперском дивом Катарином Јовановић. Године 2012. уписала се на Филолошки факултет Универзитета у Београду, смер арапски језик. Редовно је уписала све четири године.
Студира арапски језик и књижевност на Филолошком факултету у Београду. Осим српског језика, говори и шпански, италијански, енглески и арапски језик.

## Сања Вучић ZAA и Песма Евровизије 2016.
Сања Вучић је била 4. по реду певачица групе ZAA и с групом је издала више синглова, а 2014. и албум What about.
Ивана Петерс јој је понудила песму Иза осмеха пошто ју је видела како наступа за групом  у емисији „Три боје звука” на РТС-у, коју је Сања и прихватила. Дана 7. марта 2016. Радио-телевизија Србије објавила је да ће Сања Вучић представљати Србију на Песми Евровизије у Стокхолму 2016. године под именом ZAA (промењено у Сања Вучић ZAA), с песмом Goodbye (Shelter), енглеском верзијом песме Иза осмеха, чија је ауторка Ивана Петерс. Песма се тематски заснива на проблему насиља над женама. Представљена је у специјалном програму на РТС-у под називом Песма Србије за Европу, која је емитована 12. марта 2021, а снимљена је 7. марта 2016.
Сања је наступила у другом полуфиналу 12. маја 2016. под редним бројем 6, после представника Белорусије и пре представника Ирске. При крају вечери је откривено да се Србија пласирала у финале. Велико финале је одржано 14. маја 2016. и наступила је под редним бројем 15, после представника Кипра и пре представника Литваније. Током гласања жирија, Србија није добила 12 поена ни од једне државе и била је на 23. месту од 26 држава. Кад се прешло на представљање гласова публике, Србија је добила 80 поена и 11. место публике. Свеукупно, песма је завршила на 18. месту. После финала је откривено да је Србија била 10. у свом полуфиналу.

## Hurricane и Песме Евровизије 2020. и 2021.
Године 2017. постала је део оригиналног састава групе , са Ксенијом Кнежевић и Иваном „Boom” Николић, чији је првобитан циљ био снимање за инострано тржиште. Група је прве песме објављивала на енглеском, а популарност у Србији и региону стекла је након објављивања прве песме на српском Фаворито 2019. године.
Као део групе Hurricane, Сања се такмичила на Беовизији 2020. с песмом . Састав је победио на Беовизији и освојио право наступа на Песми Евровизије 2020. Такмичење је отказано због пандемије ковида 19 и уместо њега је емитован програм Евровизија: Нека Европа обасја светлошћу, у коме су учествовале и чланице Hurricane-а. Песма Loco Loco је изабрана за представницу Србије на Песми Евровизије 2021. у Ротердаму.
Дана 17. децембра објављено је да ће Hurricane представљати Србију на Песми Евровизије 2021. а 5. марта 2022. објављена је песма Loco Loco. Група је наступила у другом полуфиналу под редним бројем 9, после представника Исланда, а пре представника Грузије. Пласирала се у финале. У финалу је наступила под редним бројем 8, после представника Португалије, а пре представника Уједињеног Краљевства. Према гласању жирија, састав је завршио на 21. месту од 26 држава, добијајући 12 поена од Северне Македоније. Према гласању публике је добила 82 поена, а од тога је 12 поена дошло од аустријске, македонске, словеначке, хрватске и швајцарске публике. Завршила је на 15. месту са 105 поена. Откривено је и да је Hurricane био 8. у свом полуфиналу. Био је 9. и по гласању жирија, и по гласању публике.

## Писање текстова
Сања се више пута опробала као текстописац и неке од песама на којима учествовала су оствариле огроман успех. Написала је песму Хајде (Теа Таировић), Хеј, срце (Сандра Африка), Воли ме, воли ме (Теодора Џехверовић и Ем-Си Стојан) и Муни, мани (Цвија и 2Bone). Писала је песме и за групу Hurricane, као што су Авантура, Брзи прсти, Loco Loco, До неба, Легалан и .

## Глума
Више пута се појавила у серији Пси лају, ветар носи (2017—2019) као споредан лик лепе Ромкиње.

## Дискографија

### Албуми
- Ремек-дело (2023)

### ЕП
- Макадам (2024)

### Као самостални извођач
| Година | Наслов                                          | Албум                   |
| ------ | ----------------------------------------------- | ----------------------- |
| 2016.  |Goodbye (Shelter) / Иза осмеха                                    | Сингл не припада албуму |
| 2022.  | Омађијан                                        | Сингл не припада албуму |
| 2022.  | Ђердан (са Nucci-јем)                           | Сингл не припада албуму |
| 2023.  | Ханума                                          | Сингл не припада албуму |
| 2023.  | Крива је кафана (са Цвијом)                     | Сингл не припада албуму |
| 2023.  | Зеленоока                                       | Сингл не припада албуму |
| 2023.  | Иди љуби ( са Газда Пајом)                      | сингл не припада албуму |
| 2024.  | Знаш ли где је небо моје ( са Душаном Свиларом) | сингл не припада албуму |

### Као гостујући извођач
| Година | Назив                                        |
| ------ | -------------------------------------------- |
| 2014.  | (са )                                        |
| 2014.  | Жеље (са Mr.Rabbit)                          |
| 2016.  | Кућа хероја (Химна српског олимпијског тима) |
| 2017.  | Genesis (са Метом)                           |
| 2017.  | Резервисано (са Ђексоном)                    |
| 2018.  | Шушка се, шушка (са бендом Дејана Петровића) |

## Такмичења
- 2016. Песма Евровизије — Goodbye (Shelter), осамнаесто место
- 2020. Беовизија — „Hasta La Vista” (као чланица трија Hurricane), победа
- 2020. Песма Евровизије — „Hasta la Vista” (као чланица трија Hurricane), отказано
- 2021. Песма Евровизије — „Loco Loco” (као чланица трија Hurricane), петнаесто место

## Награде и номинације
| Година | Награда             | Категорија                                    | Песма                        | Исход     | Реф.  |
| ------ | ------------------- | --------------------------------------------- | ---------------------------- | --------- | ----- |
| 2016.  | Песма Евровизије    |                                               |                              | 18. место | [ 8 ] |
| 2021.  | Песма Евровизије    | (као део Hurricane)                           | 15. место                    | [ 16 ]    |       |
| 2023.  |                     | Поп-фолк нумера                               | Ајде бре (као део Hurricane) | Освојено  |       |
| 2023.  | Њу ејџ колаборација | Контроверзне (као део Hurricane; са Теодором) | Номинација                   |           |       |